# Forte Delauare
O Forte Delauare ou Forte Delaware (em inglês:  Fort Delaware) é um antigo posto de defesa portuária, projetado pelo engenheiro-chefe Joseph Gilbert Totten e localizado em Pea Patch Island, no rio Delaware.